# Canoagem nos Jogos Pan-Americanos de 2023 - K-2 500 m feminino
A competição do K-2 500 m feminino da canoagem nos Jogos Pan-Americanos de 2023 foi disputada entre 2 e 4 de novembro de 2023 na Lagoa Grande, em San Pedro de la Paz. Um total de 20 canoístas de 10 Comitês Olímpicos Nacionais (CON) participaram do evento.

## Calendário
Horário local (UTC−3).
| Data          | Hora  | Fase          |
| ------------- | ----- | ------------- |
| 2 de novembro | 9:45  | Eliminatórias |
| 2 de novembro | 11:55 | Semifinal     |
| 4 de novembro | 9:50  | Final B       |
| 4 de novembro | 10:00 | Final A       |

## Medalhistas
| Ouro   | MEX Karina Alanis e Beatriz Briones   |
| Prata  | ARG Brenda Rojas e Magdalena Garro    |
| Bronze | CAN Courtney Stott e Madeline Schmidt |

## Resultados

### Eliminatórias
As duas primeiras de cada bateria se classificam à Final A e as restantes disputam a semifinal.
Bateria 1
| Pos. | Canoístas                       | CON                | Tempo   | Notas |
| ---- | ------------------------------- | ------------------ | ------- | ----- |
| 1    | Daylen Rodríguez Yurieni Guerra | CUB Cuba           | 1:45.51 | FA    |
| 2    | Courtney Stott Madeline Schmidt | CAN Canadá         | 1:46.19 | FA    |
| 3    | Elena Wolgamot Katriana Swetish | USA Estados Unidos | 1:51.94 | SF    |
| 4    | Diexe Molina Tatiana Muñoz      | COL Colômbia       | 1:55.60 | SF    |
| 5    | Diana Velasquez Avis Guydis     | BIZ Belize         | 2:43.71 | SF    |

Bateria 2
| Pos. | Canoístas                     | CON           | Tempo   | Notas |
| ---- | ----------------------------- | ------------- | ------- | ----- |
| 1    | Brenda Rojas Magdalena Garro  | ARG Argentina | 1:45.56 | FA    |
| 2    | Karina Alanis Beatriz Briones | MEX México    | 1:45.86 | FA    |
| 3    | Mara Guerrero Yocelin Canache | VEN Venezuela | 1:56.19 | SF    |
| 4    | Fernanda Iracheta Maira Toro  | CHI Chile     | 1:57.87 | SF    |
| 5    | Kyara Vargas Diana Gomringer  | PER Peru      | 2:19.48 | SF    |

### Semifinal
As quatro primeiras se classificam à Final A e as restantes disputam a Final B (fora da chance por medalhas).
| Pos. | Canoístas                       | CON                | Tempo   | Notas |
| ---- | ------------------------------- | ------------------ | ------- | ----- |
| 1    | Diexe Molina Tatiana Muñoz      | COL Colômbia       | 1:50.93 | FA    |
| 2    | Elena Wolgamot Katriana Swetish | USA Estados Unidos | 1:51.15 | FA    |
| 3    | Fernanda Iracheta Maira Toro    | CHI Chile          | 1:58.63 | FA    |
| 4    | Mara Guerrero Yocelin Canache   | VEN Venezuela      | 2:01.08 | FA    |
| 5    | Kyara Vargas Diana Gomringer    | PER Peru           | 2:18.59 | FB    |
| 6    | Diana Velasquez Avis Guydis     | BIZ Belize         | 2:43.06 | FB    |

### Finais
As finais definem as posições de todas as canoístas. Na Final A são decididas as medalhistas.
Final B
| Pos. | Canoístas                    | CON        | Tempo   | Notas |
| ---- | ---------------------------- | ---------- | ------- | ----- |
| 9    | Kyara Vargas Diana Gomringer | PER Peru   | 2:11.33 |       |
| 10   | Diana Velasquez Avis Guydis  | BIZ Belize | 2:36.07 |       |

Final A
| Pos.              | Canoístas                       | CON                | Tempo   | Notas |
| ----------------- | ------------------------------- | ------------------ | ------- | ----- |
| Medalha de ouro   | Karina Alanis Beatriz Briones   | MEX México         | 1:41.98 |       |
| Medalha de prata  | Brenda Rojas Magdalena Garro    | ARG Argentina      | 1:42.45 |       |
| Medalha de bronze | Courtney Stott Madeline Schmidt | CAN Canadá         | 1:42.84 |       |
| 4                 | Daylen Rodríguez Yurieni Guerra | CUB Cuba           | 1:43.27 |       |
| 5                 | Diexe Molina Tatiana Muñoz      | COL Colômbia       | 1:46.25 |       |
| 6                 | Elena Wolgamot Katriana Swetish | USA Estados Unidos | 1:48.23 |       |
| 7                 | Mara Guerrero Yocelin Canache   | VEN Venezuela      | 1:50.48 |       |
| 8                 | Fernanda Iracheta Maira Toro    | CHI Chile          | 1:52.10 |       |